# Большая Алматинская кольцевая автомобильная дорога
Большая Алматинская кольцевая автомобильная дорога (БАКАД) — платная автодорога, предназначенная для разгрузки сквозных улиц города Алма-Ата от транзитного транспорта. Вопреки названию не является замкнутым кольцом, а полукольцом огибающим город с западной, северной и восточной сторон. Проходит по территориям Карасайского, Илийского и Талгарского районов Алматинской области вблизи 14 населённых пунктов. Проект дороги обсуждался ещё в 2000-е годы, однако реализация откладывалась. В 2018 году в рамках концессии на 20 лет был подписан договор на строительство и эксплуатацию кольцевой автомобильной дороги. Строительство началось в 2020 году с планам завершения на 2024 год, однако ввод в эксплуатацию был выполнен раньше строка — в 2023 году. Движение на автомобильной дороге открыто с 16 июня 2023 года.

## Сведения
БАКАД ― автодорога технической категории «1а» и длиной 66 км. Дублёр Р-19.
«Нулевой пикет» расположен с западной стороны города Алма-Аты на 23-м километре автомобильной дороги Алма-Ата — Узынгаш около поселка Кыргауылды. Конец БАКАДа — с восточной стороны Алма-Аты, на 22-м километре автомобильной дороги Алма-Ата — Талгар — Евгеньевка. В среднем БАКАД от центра Алма-Аты удален на 25 километров. Дорога проходит в пригородной зоне, занятой дачами, крестьянскими и другими частными владениями, местность пересеченная.
Постановлением правительства РК от 28 ноября 2006 года №1127 данный проект включен в перечень объектов, предлагаемых к реализации в рамках механизма концессии.

## Цель проекта
- Создание современной высокотехнологичной объездной дороги вокруг Алма-Аты на пересечении международных коридоров «Западный Китай – Западная Европа», «Ташкент – Шымкент – Тараз – Бишкек – Алматы – Хоргос» (Шёлковый путь) и «Алма-Ата – Караганда – Астана – Петропавловск» с вынесением транзитных потоков за пределы черты города Алма-Ата;
- Улучшение экологического состояния городских и пригородных территорий за счёт снижения нагрузки на транспортную систему города Алма-Ата;
- Исключение образования транспортных «пробок» на основных дорогах, являющихся «входами» в город Алма-Ата;
- Повышение качества транспортного обслуживания, обеспечение бесперебойного и безопасного движения;
- Повышение транзитного потенциала и конкурентоспособности трансказахстанских транзитных маршрутов;
- Стимулирование применения ГЧП-механизмов в дорожно-транспортном секторе [5].

## Характеристика
- Общая стоимость проекта — 743 млн $, из них 543 млн $ на период строительства[7];
- Протяженность — 66 км;
- Полос движения — 4, 6;
- Ширина полосы движения — 3,75 м;
- Расчётная скорость движения — 120 км/ч для 4-х полосных участков и 150 км/ч для 6-ти полосных участков;
- Период реализации — 2018—2038 годы[5];
- Видеокамеры — 223;
- Метрологические станции − 2;
- Дорожно-эксплуатационное управление — Ынтымак.

## Строительство
Проектная организация — консорциум ТОО «Каздопроект» и ТОО НИиПК «Каздоринновация». В феврале 2018 года Министерством по инвестициям и развитию Республики Казахстан был заключен Договор концессии на строительство и эксплуатацию автомобильной дороги «Большая Алматинская кольцевая автомобильная дорога» с турецко-южнокорейский консорциумом «Алсим Аларко – Макйол – СК экоплант – Корея Экспрессвэй».